# Serbien-Montenegrocupen
Serbien-Montenegrocupen i volleyboll för damer spelades 2003-2006 i Serbien och Montenegro. Den ersatte  jugoslaviska cupen i samband med att förbundsrepubliken Jugoslavien ombildades till Serbien och Montenegro. Efter att stadsförbundets 2006 splittrats i Serbien och Montenegro ersattes cupen av serbiska volleybollcupen i Serbien och montenegrinska cupen i Montenegro.

## Upplagor
| Upplaga                   | Podium              | Podium                   |
| Upplaga                   | Guld                | Silver                   |
| ------------------------- | ------------------- | ------------------------ |
| 2002/2003 mer information | ŽOK Jedinstvo Užice | ŽOK Luka Bar             |
| 2003/2004 mer information | ŽOK Poštar          | OK Röda stjärnan Belgrad |
| 2004/2005 mer information | ŽOK Poštar          | ŽOK Spartak Subotica     |

## Medaljörer
| Pos. | Lag                      | Guld | Silver |
| ---- | ------------------------ | ---- | ------ |
| 1    | ŽOK Poštar               | 2    | -      |
| 2    | ŽOK Jedinstvo Užice      | 1    | -      |
| 3    | OK Röda stjärnan Belgrad | -    | 1      |
|      | ŽOK Luka Bar             | -    | 1      |
|      | ŽOK Spartak Subotica     | -    | 1      |